# 커피 추출
커피 추출(coffee extraction)은 커피를 끓이는 동안 커피콩으로부터 원하는 화합물을 추출해내는 과정을 가리킨다. 원두를 분쇄한 커피가루에 뜨거운 물을 부으면 카페인, 탄수화물, 리피드, 멜라노이딘, 산 등과 같은 화합물이 포함된 커피 원액이 추출된다. 물의 온도, 끓이는 시간, 그라인딩, 커피의 품질 등 수많은 요인에 따라 추출의 정도는 다양하다. 추출된 양이 너무 많거나 적은 경우 맛과 그 밖의 특징에 영향을 줄 수 있다.

## 정의

### 끓이는 비율
끓이는 비율(brew ratio)은 커피 대비 물의 비율이며 단위는 질량이다.

### 강도
강도는 최종 음료 액체의 단위 당 녹아든 고체의 백분율을 의미한다.

### 추출양
추출양은 끓이는 동안 용해된 용액을 가리킨다.
{\displaystyle Y={\frac {M_{2}\cdot t}{M_{1}}}}
여기서 {\displaystyle Y}는 백분율로 표현되는 추출양, {\displaystyle t}는 최종 음료의 백분율로 나타내는 용해된 총 고체, {\displaystyle M_{1}}은 그램 단위의 그라운드 질량, {\displaystyle M_{2}}는 그램 단위의 물 질량이다. 즉, 20%의 추출양은 커피 18그램을 끓임으로써 얻을 수 있으며 이로써 {\displaystyle t}가 10%인 36그램의 최종 음료가 만들어진다.

## 세계 커피 추출 표준
| 스타일     | 리터 당 그램 | 비율 | 강도  |
| ---------- | ------------ | ---- | ----- |
| 북아메리카 | 5.5          | 16:1 | 1.25% |
| 노르딕     | 6.3          | 18:1 | 1.40% |
| 유럽       | 5.8          | 17:1 | 1.35% |

## 참고 자료
- Schulman, Jim (February 2007), 《Some Aspects of Espresso Extraction》, 2019년 9월 21일에 원본 문서에서 보존된 문서, 2010년 3월 28일에 확인함
- Illy; Vianni (2005), 《Espresso Coffee: the Science of Quality》, Chapter 7, by M. Petracco.
- Lingle, Ted R. (1995), 《The Coffee Brewing Handbook》 Fir판, Specialty Coffee Association of America
- Brewing -- How to Get the Most Out of Your Coffee 보관됨 2013-05-10 - 웨이백 머신, Mountain City Coffee Roasters